# L'Espionne (livre)
Pour les articles homonymes, voir L'Espionne.
L'Espionne (A Espiã) est une biographie de Mata Hari écrite par Paulo Coelho, parue en 2016 et traduite en français l'année suivante.

## Résumé
Mata Hari nait en 1876 de riches parents chapeliers hollandais. Elle épouse Rudolf, capitaine en Indonésie et l'y suit. Elle a une fille puis un fils tué par sa nounou. Ils rentrent, puis elle va à Paris en 1900, devient danseuse orientale et devient célèbre. Puis elle va à Berlin mais rentre en Hollande en 1914. Elle demande au consul de retourner à Paris, mais il la fait devenir espionne. Elle est arrêtée par les Français en 1917, jugée et exécutée.